# 許先哲
許先哲（1984年—），是中國漫畫家，出道作品為《鏢人》。他從未接受過正統美術繪畫訓練，但憑藉嚴謹的態度與高水準的繪畫技巧，出道作《鏢人》很快就受到大家的歡迎並強勢輸出到海外。
許先哲從沒受過任何正統的美術繪畫訓練，他曾經從事工作也是與漫畫毫無相關的廣告與文學翻譯。26歲時他決定轉行成為漫畫家並花費4年的時間磨練繪畫較巧與學習《隋書》、《資治通鑑》，還有考證兵器、建築來籌備構思他的第一部作品《鏢人》。
30歲時，他出道作《鏢人》於2015年7月1日正式在新漫畫app上連載，該作品很快就吸引了大批讀者，並廣受好評，電子版現在在各大漫畫平台連載。該作品也輸出到海外，在日本知名電子閲讀平台めちゃコミック連載並獲得高橋留美子、藤澤亨的推薦，也3次登上日本NHK電視台新聞節目，被日媒譽為“世界級水平的中國動漫精品”。2018年4月1日，北京聯合出版公司出版了《鏢人》單行本第1卷、2018年9月25日，日本的少年畫報社出版了《鏢人》日文版單行本第1卷、2020年3月18日，瑞士的華瑞圖書出版社出版了《鏢人》德語版單行本第1卷，至2023年《鏢人》的單行本目前中文版已出11卷、日文版3卷、德文版9卷。
2018年，許先哲參加了育碧與新漫畫合作的漫畫項目，並與中國新生代知名漫畫家張肖、中國知名歷史學家孟憲實合作，帶領團隊創作出漫畫《刺客教條：王朝》。《刺客教條：王朝》在2020年8月26正式在騰訊動漫平台、新漫畫app上發佈，並很快就獲得了10億點閱率，評分維持在9+/10。2021年4月1日，法國的Mana Books出版了《刺客教條：王朝》法文版單行本第1卷、2021年7月1日，中信出版社出版了《刺客教條：王朝》中文版單行本第1卷、2022年1月11日，Tokyopop的美國部門出版了《刺客教條：王朝》英文版單行本第1卷、2022年4月7日，義大利的Panini Comics出版了《刺客教條：王朝》義大利文版單行本第1卷，至2023年《刺客教條：王朝》已被翻譯成9種語言並輸出到16個國家，而《刺客教條：王朝》單行本目前中文版已出5卷、法文版5卷、英文版5卷、義大利文版5卷。